# Barugbug (Padarincang)
Barugbug is een bestuurslaag in het regentschap Serang van de provincie Banten, Indonesië. Barugbug telt 2592 inwoners (volkstelling 2010).